# Cohasset (Massachusetts)
Cohasset – miasto w Stanach Zjednoczonych, w stanie Massachusetts, w hrabstwie Norfolk.